# 罗蒂米·阿马埃奇
奇布伊克·罗蒂米·阿马埃奇（英語：Chibuike Rotimi Amaechi，1965年5月27日—）是尼日利亚的政治人物，目前担任穆罕默杜·布哈里总统内阁的交通部长。他曾于2007年至2015年间在石油资源丰富的河流州担任州长，于1999年至2007年间担任河流州众议院议长。

## 出生
阿马埃奇出生于河流州Ikwerre地方政府区的Ubima，是已故长老菲迪利斯·阿马奇和玛丽·阿马奇家庭的一员。阿马埃奇成长于哈科特港人口稠密的社区迪奥布。

## 早期政治生涯
在向尼日利亚第三共和国过渡期间，阿马埃奇是河流州Ikwerre地方政府区全国共和党大会的秘书。1992年至1994年间，他担任里河流州副州长Peter Odili的特别助理。Odili相信阿马奇是一个有政治潜力的年轻人，并把他纳入自己的麾下。1996年，在萨尼·阿巴查将军在位期间，他是河流州尼日利亚人民民主党看守委员会的秘书。

## 河流州州长
在担任河流州州长期间，阿马埃奇政府投资于基础设施开发、道路和桥梁建设，坚持通过公路连接全州各地的愿景。州长阿马埃奇还致力于城市更新和交通服务现代化。他的政府开始建造单轨铁路，以在哈科特港市内提供大众运输服务。期间还完成了一些发电厂项目（位于Afam、Trans Amadi、Onne）的建设，以改善河流州的电力供应。
2011年4月26日，他在下一任期继续当选。2013年8月，阿马埃奇成为尼日利亚人民民主党内七位现任州长组成的七人派（英語：G-7 faction）之中一员。2013年11月，阿马埃奇与七人派的五人一起投奔新反对党全体进步大会党，并成为穆罕默杜·布哈里的总统竞选活动主管。

## 交通部长
2015年，在穆罕默杜·布哈里当选尼日利亚总统后，阿马埃奇被任命为内阁的交通部长。2019年7月，他再次被布哈里总统提名为部长。在参议院筛选被提名人期间，参议院恳求阿马埃奇遵循传统，鞠躬并离开。在鞠躬的同时，阿马埃奇自动获得了参议院认可，不需要再走平常流程。

## 腐败指控
自2015年卸任以来，阿马埃奇一直是其继任州长Ezenwo Wike以腐败为由的指控对象。Wike指控他在2015年尼日利亚总统选举期间，通过出售河流州国有石油和天然气资产，利用国家资金资助穆罕默杜·布哈里的竞选活动，并欺诈性地挪用了3.09亿美元的销售收入。阿马埃奇一直否认对他的指控。在2018年，阿马埃奇确认，尽管布哈里总统发起了反腐战，但政府内部仍存在腐败现象。

## 个人生活
罗蒂米·阿马埃奇与朱迪思·阿马埃奇结婚，育有三个男孩。罗蒂米·阿马埃奇是一名天主教徒，是圣约翰骑士团的成员。